# Ovimbundos

Mapa étnico de Angola em 1970 (Área dos Ovimbundos marcada a azul escuro)

Os ovimbundos (ovimbundu; singular: ocimbundu; adjectivo: umbundu) são uma etnia banta de Angola. Eles constituem 37% da população do país e falam a língua umbundo. Os seus subgrupos mais importantes são os bailundos (mbalundu), os huambos, os bienos, os seles, os andulos, os sambos e os cacondas (cakonda).
Em português são chamados ovimbundos, porém o termo trata-se de uma forma híbrida que expressa duplamente o plural, pela combinação do prefixo da língua umbundo "ovi" com o sufixo português "-s".

## História
Descendentes de populações bantas que chegaram à região no início do 2º milénio, os ovimbundos ocupam hoje o planalto central de Angola e a faixa costeira adjacente, uma região que compreende as províncias do Huambo, Bié e Benguela.
São um povo que, até à fixação dos portugueses em Benguela, vivia da agricultura de subsistência, da caça e de alguma criação de gado bovino bem como de pequenos animais. Durante algum tempo, uma vertente importante foi o comércio das caravanas entre o Leste de Angola de hoje e os portugueses de Benguela. Este comércio entrou em colapso quando, no início do século XX, o sistema colonial português lhes exigia o pagamento de impostos, os ovimbundos viraram-se sistematicamente para a agricultura de produtos comercializáveis, principalmente o milho.
No decorrer do século XX, e em especial no período da "ocupação efectiva" de Angola, implementada a partir de meados dos anos 1920, a maioria dos ovimbundos tornou-se cristã, aderindo quer à Igreja Católica, quer a igrejas protestantes, principalmente à Igreja Evangélica Congregacional de Angola (IECA), promovida por missionários norte-americanos. Esta cristianização teve, entre outras, duas consequências incisivas. Uma, a constituição, em todo o Planalto Central, de aldeias católicas, protestantes e não-cristãs separadas. A outra, um grau relativamente alto de alfabetização e escolarização, e por conseguinte também do conhecimento do português, entre os ovimbundos, com destaque para os protestantes.
Em simultâneo houve dois processos de certo modo interligados. Por um lado, formou-se lentamente uma identidade social (um sentido de pertença) abrangendo todos os ovimbundos, e não apenas subgrupos, como por exemplo os bailundos ou os bienos. Por outro lado, verificou-se uma "umbundização" cultural, inclusive linguística, de alguns povos vizinhos que tinham tido (e em certa medida mantiveram) características algo distintas dos ovimbundos.
Os ovimbundos foram muito afectados tanto pela guerra anticolonial em Angola como pela guerra civil angolana. Durante a primeira, o Estado colonial impôs no Planalto Central (como também noutras partes do território), no fim dos anos 1960/início dos anos 1970, o sistema das "aldeias concentradas". Este sistema consistiu em juntar num único lugar duas ou três diferentes aldeias, frequentemente de religiões diferentes. Os sítios destas "aldeias concentradas" eram escolhidos pelas autoridades coloniais de acordo com critérios considerados como estratégicos, do ponto de vista da segurança. Por desconhecimento, tais critérios raramente correspondiam às exigências da agricultura de adaptação praticada (por necessidade, não por opção) pelos ovimbundos. O resultado foram sérios prejuízos económicos que forçaram muitos homens a aceitar a contratação como mão-de-obra assalariada (e mal paga) nas plantações de café, no norte de Angola, ou nas plantações de europeus existentes na sua região. Estas circunstâncias tornaram-se fortes razões para uma adesão, naturalmente clandestina, de grande parte dos ovimbundos à União Nacional para a Independência Total de Angola (UNITA), movimento anticolonial armado encabeçado por um ovimbundo, Jonas Savimbi.
A segunda teve as suas raízes na concorrência pela tomada do poder, entre os movimentos anti-coloniais Frente Nacional de Libertação de Angola (FNLA), Movimento Popular de Libertação de Angola (MPLA) e UNITA, despoletada pela intenção, manifestada por Portugal em 1974, a seguir ao derrube do regime autoritário corporativista instaurado por Salazar, de retirar-se das suas então colónias. Tendo o MPLA saído vitorioso deste conflito, e assumido sozinho o poder político na Angola tornada independente, a UNITA optou em 1975 por uma oposição armada ao MPLA que apenas terminou com a morte de Jonas Savimbi, em 2002. Durante estes 17 anos, os ovimbundos sofreram o impacto dos combates que se desenrolaram na sua região, e que levaram entre outros à quase destruição das cidades de Huambo e Cuíto, mas também o da repressão por parte das tropas governamentais (MPLA). As consequências foram perturbações acentuadas no funcionamento económico da sociedade ovimbundo e um êxodo rural maciço para as cidades, em parte para as da própria região, com destaque para Huambo, Benguela e Lobito, mas numa parte crescente para fora da região, principalmente Luanda e áreas adjacentes, e em segundo lugar para as capitais de província, de Malanje até Lubango e Ondjiva.

### A partir do final das guerras
Alcançada a paz, uma parte dos ovimbundos refugiados nas cidades regressou para as suas terras de origem, enquanto a outra parte, possivelmente mais da metade, preferiu ficar nas áreas urbanas. No Planalto Central, regista-se a reconstrução, ainda em curso, das cidades do Huambo e Cuíto, e a recomposição, algumas vezes em moldes diferentes, da sociedade rural. Ao mesmo tempo, a forte presença dos ovimbundos nas cidades fora da sua região, facto novo na história de Angola, confere-lhes uma projecção nova, a nível nacional.
Algumas das personalidades mais emblemáticas da história contemporânea de Angola são originárias dessa etnia, como Lúcio Lara, Daniel Chipenda, Augusto Chipenda, Herculano Kassanje Delfino, Zacarias Kamwenho, Jonas Savimbi, Marcolino Moco, Cornélio Caley, Tito Chingunji, Adalberto Costa Júnior, Paulo Lukamba Gato, Abel Epalanga Chivukuvuku, entre outros. Na literatura e na cultura os ovimbundos ocupam um lugar de destaque no panorama artístico nacional, com nomes como Ndunduma wé Lépi, Alda Lara, Tchikakata Mbalundo, Almerindo Jaka Jamba, Kalaf Epalanga, Luís Kandjimbo, Gabriela Antunes, Manuel Rui, Gociante Patissa, Gugu Sapengo, Rosa Soares, entre outros, enquanto que nomes como Pepetela, Dario de Melo e José Eduardo Agualusa nasceram em zonas tradicionalmente habitadas pelos ovimbundos e se identificam com as raízes culturais da etnia.
Na comunicação social, membros desta etnia também ocupam uma posição de relevo: radialistas e jornalistas da chamada rota Benguela-Huambo-Cuíto marcam presença na cena nacional, com destaque para Ernesto Lara Filho, Bela Malaquias, Manuel dos Santos Lima, Érica Chissapa, Sousa Jamba, Suzana Mendes, dentre outros mais ou menos conhecidos.
A nível político, a situação alterou-se: a UNITA continua a ter as suas raízes mais fortes entre os ovimbundos, o que é ilustrado pela eleição de mais um bieno, Isaías Samakuva, como sucessor de Jonas Savimbi na presidência do partido; por outro lado, há uma presença crescente de ovimbundos nas fileiras do MPLA que, nas eleições parlamentares de 2008, foi o partido mais votado também na área desta etnia. No entanto, o crescimento substancial da UNITA nas eleições de 2012 verificou-se de maneira particularmente expressiva nas províncias do Huambo e, mais ainda, do Bié.